# The Night Before (album Hooverphonic)
The Night Before è un album del gruppo musicale belga Hooverphonic, pubblicato il 19 aprile 2011.

## Tracce
CD (Columbia 88697816752 (Sony) / EAN 0886978167521)
Testi e musiche di Callier (eccetto dove inditato).
1. Anger Never Dies – 3:30
2. The Night Before – 2:49 (Callier, Geerts)
3. Heartbroken – 2:47 (Callier, Luca Chiaravalli)
4. Norwegian Stars – 3:09
5. More – 2:36
6. One Two Three – 3:00 (Callier, Geerts)
7. George's Cafè – 3:49
8. Identicat Twin – 2:38
9. Encoded Love – 3:28
10. How Can You Sleep – 3:50 (Callier, Geerts)
11. Sunday Afternoon – 3:25
12. Danger Zone – 3:06

## Classifiche
| Paese             | Posizione raggiunta |
| ----------------- | ------------------- |
| Belgio (Fiandre)  | 2                   |
| Belgio (Vallonia) | 9                   |
| Paesi Bassi       | 34                  |
| Italia            | 68                  |

### Andamento nella classifica italiana
| Posizione | 68 | 79 | 82 | 92 | 100 |